# Gare de Fouquereuil
Gare de Fouquereuil vasútállomás Franciaországban, Fouquereuil településen.

## Vasútvonalak
Az állomást az alábbi vasútvonalak érintik:
- Arras–Dunkirk-vasútvonal

## Kapcsolódó állomások
A vasútállomáshoz az alábbi állomások vannak a legközelebb:
- Gare de Béthune
- Gare de Chocques